# 磯野可一
磯野 可一（いその かいち、1932年7月16日 - 2024年4月3日）は、日本の医学者。第11代千葉大学学長。千葉大学名誉教授。日本外科学会名誉会長。医学博士。

## 経歴
- 岡山県岡山市出身[1]
- 岡山県立烏城高等学校卒業[3]
- 1958年3月 千葉大学医学部卒業
- 1963年3月 千葉大学大学院医学研究科博士課程修了
- 1976年9月 文部省長期在外研究員としてメイヨクリニック（米国）へ出張
- 1985年8月 千葉大学医学部教授
- 1993年4月 千葉大学医学部附属病院長、全国国立大学附属病院長会議常置委員会委員長
- 1998年4月 千葉大学名誉教授
- 1998年8月 千葉大学長（2007年3月まで）、同年国立大学協会理事
- 2003年5月 大学基準協会副会長
- 2003年6月 日本外科学会名誉会長
- 2024年4月3日 死去[4]

## 受賞・栄典
- 1972年 日本胸部外科学会優秀口演賞
- 1998年 日本医師会医学賞
- 2000年 日本癌治療学会中山恒明賞
- 2008年 瑞宝重光章[5]

## 所属学会
- 日本外科学会[6]

## 著書

### 単著
- 『食道癌の臨床』 中外医学社 （2000年） ISBN 4498041364